# Гайслинген (Балинген)
Гайслинген (нем. Geislingen) — город в Германии, районный центр, расположен в земле Баден-Вюртемберг.
Подчинён административному округу Тюбинген. Входит в состав района Цоллернальб. Население составляет 5992 человека (на 31 декабря 2010 года). Занимает площадь 31,95 км². Официальный код — 08 4 17 022.
Город подразделяется на 3 городских района.

## Фотографии

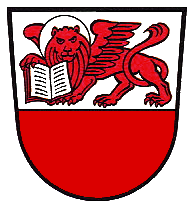
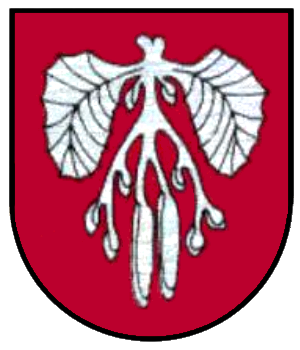